# 曼古基河

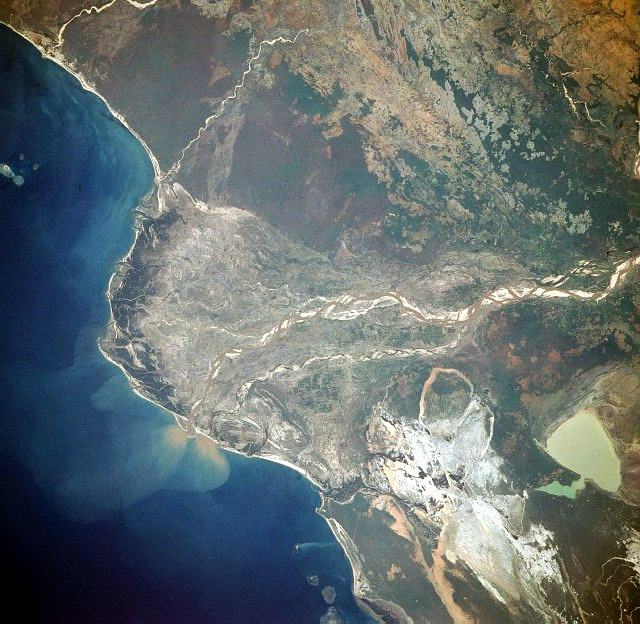
曼古基河口三角洲

曼古基河是馬達加斯加的河流，河道全長564公里，短小湍急，流入莫桑比克海峽。